# Лондонський мирний договір (1913)
Лондонський мирний договір — мирна угода, підписана 30 травня 1913 року на Лондонській конференції. Договір поклав край Першій Балканській війні.
Лондонська конференція відкрилась у грудні 1912 року, одразу після проголошення незалежності Албанії. Військові дії фактично завершились ще 2 грудня 1912 року. Через недоліки Договору в червні 1913 року почалася Друга Балканська війна. Остаточний мир встановлено на умовах Бухарестського договору 12 серпня 1913 року.

## Основні пложення
За Договором Османська імперія втратила всі європейські володіння, крім Стамбула і невеликої частини Східної Фракії (по лінії Мідія — Енез).
Європейські володіння Османської імперії в основному поділили між собою
- Грецьке королівство: частина Македонії та район Салонік,
- Королівство Сербія: частина Македонії та Косово,
- Болгарське царство: Фракія з Егейським узбережжям і частина Македонії.

Під тиском європейських держав Королівство Чорногорія змушена зняти облогу Шкодера. За підтримки «великих держав» встановлена незалежність Албанії в тих межах, які вони для неї визначили. Королівство Сербія не досягла виходу до Адріатичного моря.